# Tormenta tropical Alma
La tormenta tropical Alma de 2008, fue el primer ciclón en impactar a Nicaragua desde el océano Pacífico, luego de formarse en el extremo oriental de la cuenca, considerado así un récord de formación. Sus orígenes se derivaron de una vaguada monzónica paralela a las costas de Costa Rica el día 29 de mayo. Pronósticos iniciales afirmaban que iba a ser un ciclón débil; sin embargo el sistema se intensificó rápidamente y desarrolló un ojo antes de tocar tierra sobre las costas del departamento de León, Nicaragua, con vientos máximos en un minuto de 100 km/h (65 mph). En Costa Rica las lluvias torrenciales causaron inundaciones y deslizamientos de tierra, matando a dos personas y causando daños aproximados de $35 millones (2008 USD). Tres personas murieron en Nicaragua; uno por ahogamiento y dos por electrocución. Cinco personas fallecieron indirectamente en Honduras por un accidente de aviación relacionado con la tormenta y uno más al ser arrastrado por la corriente.

## Historial meteorológico

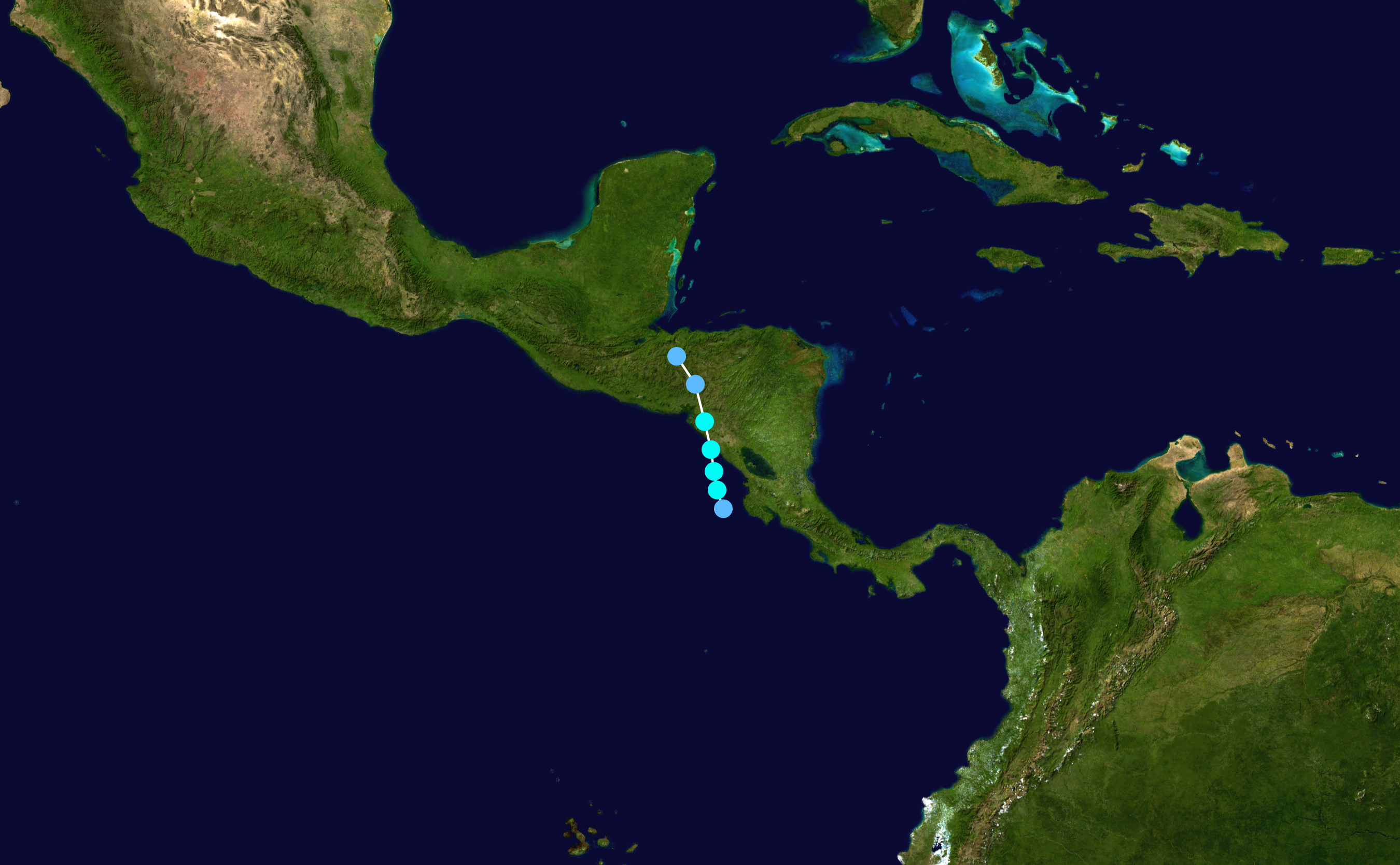
Trayectoria de la tormenta tropical Alma

A finales de mayo de 2008, a través de modelos climáticos, se pronosticó la formación de una amplia área de baja presión al suroeste de América Central. El 26 de mayo, una vaguada se extendió del suroeste del mar Caribe a través de Costa Rica hasta el océano Pacífico oriental, formando una amplia área de baja presión en la región. Se desarrolló un área dispersa de convección fuerte, asociada parcialmente a una Zona de Convergencia Intertropical. Estando localizado en un área de dorsales subtropicales, la perturbación permaneció relativamente estacionaria. El 27 de mayo su actividad de precipitaciones incrementó en su organización. Inicialmente la estructura del sistema consistía en varias circulaciones ciclónicas, del cual la más prominente se localizó a 550 kilómetros al oeste-suroeste de la ciudad capital de Costa Rica, San José. El sistema gradualmente fue organizándose, con una estructura convectiva y circulación suficientemente desarrollada; estas características sirvieron de base para que el Centro Nacional de Huracanes de Miami denominara al sistema como depresión tropical Uno-E (01E) el 29 de mayo a las 03:00 UTC, mientras se ubicaba a 165 kilómetros al oeste-noroeste de Cabo Blanco, Costa Rica.
Debido a la presencia de una dorsal de magnitud media localizada sobre el golfo de México, la depresión se desplazó de manera general al norte a través de un área de aguas cálidas y débil cizalladura de viento. Inicialmente su convección era débil y se encontraba confinada a unas bandas lluviosas lejos de su centro. A sí mismo, no se esperaba una intensificación a la categoría de tormenta tropical. Sin embargo, el sistema desarrolló rápidamente tormentas eléctricas cerca del centro con una banda nubosa incrementada al sur de la estructura, siendo categorizada, por la NHC, a las 15:00 UTC del 29 de mayo como la tormenta tropical Alma, ubicada a 85 kilómetros al suroeste de la ciudad de Managua, capital de Nicaragua. Su intensidad fue medida en un minuto en 75 km/h (45 mph), y se pronosticó que la tormenta se intensificaría algo más antes de tocar tierra. Sin embargo, una hora después de que fuera degradado a la categoría de tormenta tropical, la NHC reajustó su intensidad de vientos en 100 km/h (65 mph), tomando en cuenta las observaciones minuciosas de las imágenes de satélite y de QuikSCAT. Después de esto, un ojo se formó, alrededor de un estrecho anillo de convección profunda; a las 19:00 UTC (1:00 PM hora local), el Alma tocó tierra sobre Puerto Sandino, departamento de León como una tormenta tropical intensa. La tormenta se debilitó al desplazarse sobre tierra, con un área pequeña de tormentas eléctricas persistentes hasta entrar en contacto con la región montañosa del norte de Nicaragua y sur de Honduras. Luego de pasar cerca de Tegucigalpa, el Alma se debilitó a la categoría de depresión tropical, disipándose el 30 de mayo a las 15:00 UTC cerca de la frontera entre Honduras y Guatemala. El 31 de mayo, luego de salir de América Central, los remanentes del Alma se movieron sobre el oeste del golfo de Honduras y se desarrollaron en conjunto con un área de baja presión en la tormenta tropical Arthur.

## Preparaciones e impacto

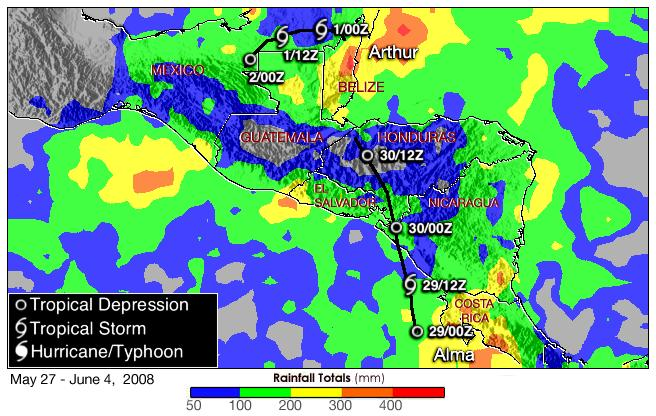
Imagen de satélite de América Central en el que se muestra el registro de precipitaciones causadas por las tormentas Alma y Arthur.

Coincidiendo con el primer aviso sobre el precursor del Alma, la depresión tropical Uno-E, el gobierno de Costa Rica emitió un aviso de tormenta tropical para la costa del Pacífico del país. Cuatro horas antes que el Alma tocara tierra, se había emitido un aviso de tormenta tropical para las costas de Costa Rica, Nicaragua, Honduras y El Salvador. Cuando se supo que la tormenta se había intensificado más de lo que se había pronosticado, se emitieron avisos de huracanes para las costas de Nicaragua y Honduras, y se predijo que el Alma iba a alcanzar la categoría uno de huracán. Al aproximarse a tierra, la NHC advirtió que la tormenta podría provocar precipitaciones con acumulaciones aproximadas a 500 milímetros, provocando inundaciones y deslizamientos de tierra. La Comisión Nacional de Emergencia de Costa Rica activó refugios de emergencia antes de la llegada indirecta de la tormenta; en Parrita, provincia de Puntarenas, se evacuaron a 250 personas de sus hogares. En Nicaragua, personal del SINAPRED evacuó cerca de 5.000 personas, mientras que 3.000 soldados del ejército de Nicaragua fueron movilizados para asistir en las tareas de ayuda.REF
Cuando la tormenta tropical Alma tocó tierra sobre Nicaragua, los efectos indirectos de esta produjeron intensas precipitaciones sobre América Central. La ciudad de David, Panamá registró precipitaciones acumuladas de 141 milímetros en 48 horas. Adicionalmente, la ciudad de San José en Costa Rica, reportó precipitaciones acumuladas de 78 milímetros en 48 horas. En este país, las lluvias causaron inundaciones en varios ríos, amenazando a 17 comunidades. También estas causaron amplios deslizamientos de tierra, los cuales cerraron al menos ocho carreteras. La tormenta derribó varios árboles y líneas del tendido eléctrico, dejando al menos 42.000 personas sin electricidad en todo el país. Se reportaron dos fallecidos, y el monto de los daños en el país fueron estimados en ₡ 20 mil millones de colónes (unos $35 millones 2008 USD)
En León, ciudad cercana al punto donde el Alma tocó tierra, se quedó sin el suministro de energía eléctrica. Varios edificios fueron parcialmente o totalmente destruidos y varias calles fueron dañados. En varios puntos del departamento de León y del departamento de Chinandega experimentaron cortes de energías, debido a los fuertes vientos. Dos personas en distintos lugares fallecieron debido a la caída de postes de alta tensión. En la costa, una persona se ahogó cuando fue arrastrado mientras se encontraba sobre su bote. En Tegucigalpa, capital de Honduras, el vuelo 390 de la aerolínea TACA salió de la pista de aterrizaje debido al torrencial aguacero, matando a tres pasajeros (otros dos murieron en el suelo) e hiriendo a ocho más. Una adolescente en el país también murió al ser arrastrada por las corrientes.

## Récords

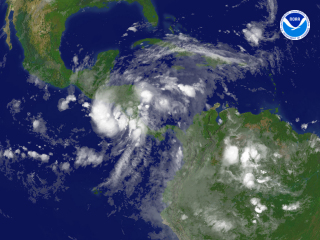
Imagen de satellite capturada por la NOAA el 29 de mayo de 2008 en la que muestra al precursor del Alma, la depresión tropical Uno-E (01E) al oeste de América Central. Nótese las bandas nubosas desplazadas al noroeste de la depresión.

Al desarrollarse en las coordenadas: 86,5 º oeste, se consideró al sistema como el más oriental en toda la cuenca de tifones y huracanes en el océano Pacífico. Excluyendo a los sistemas que cruzaron desde el mar Caribe, sólo siete ciclones: Francesca de 1970, Bridget y Priscilla de 1971, Jimena de 1979, Cristina de 1996 y Rosa de 2000 se desarrollaron al este del meridiano 90° oeste. El Alma tocó tierra más orientalmente que cualquier otro ciclón tropical del Pacífico y es el único en tocar tierra en la costa del Pacífico de Nicaragua y Honduras. Cuando la tormenta se formó el 29 de mayo, marcó el noveno año consecutivo en el que un ciclón tropical se forma en mayo, el cual es la consecución más larga de tormentas que se forman en este mes. Los remanentes del Alma contribuyeron a la formación de la tormenta tropical Arthur. en la cuenca del Atlántico; aunque no específicamente el mismo ciclón debido a que la circulación se había disipado, También, el Alma es el ciclón más reciente en cruzar de la cuenca del Pacífico a la del Atlántico; el último fue el huracán Cosme de 1989 que luego sus remanentes propiciaron la formación de la tormenta tropical Allison de ese mismo año.

## Retiro del nombre
A pesar de su baja cantidad de fallecidos y de daños, en 2009, la Organización Meteorológica Mundial, decidió retirar el nombre de “Alma” de la lista de nombres de ciclones tropicales del Pacífico, fue reemplazado por “Amanda” para la temporada de 2014. Esto convierte en el Alma, la primera tormenta tropical en ser retirado su nombre en el Pacífico oriental.